# Kate Gynther
Kate Maree Gynther (Brisbane, 5 de julho de 1982) é uma jogadora de polo aquático australiana, medalhista olímpica.

## Carreira
Gynther disputou três edições de Jogos Olímpicos pela Austrália: 2004, 2008 e 2012. Seu melhor resultado foi a conquista das medalhas de bronze nos Jogos de Pequim, em 2008, e Londres, em 2012.